# Масалієв Абсамат Масалійович
Абсамат Масалійович Масалієв (кирг. Абсамат Масалиев; 10 квітня 1933, село Алиш Фрунзенського району, тепер Кадамжайського району Баткенської області, Киргизстан — 31 липня 2004, місто Бішкек, Киргизстан) — киргизький радянський партійний діяч, перший секретар ЦК Компартії Киргизької РСР, Герой Киргизької Республіки. Також обіймав посади голови Верховної ради Киргизької РСР у 1990 році. Член ЦК КПРС у 1986—1991 роках, член Політбюро ЦК КПРС з 13 липня 1990 по 25 квітня 1991 року.

## Життєпис
Навчався у Кизил-Кійському гірничому технікумі Киргизької РСР, який закінчив 1953 року. 1956 року здобув вищу освіту, закінчивши Московський гірничий інститут. Член КПРС з 1960 року.
Від 1956 до 1964 року працював на посадах помічника начальника дільниці, заступника головного інженера шахти рудоуправління «Кизил-Кіявугілля», помічника головного інженера тресту «Киргизвугілля» в місті Ош, інструктора промислово-транспортного відділу Ошського обласного комітету КП Киргизії. Від 1964 до 1966 року — інспектор відділу Комітету партійно-державного контролю ЦК Компартії Киргизії й Ради міністрів Киргизької РСР, заступник голови Ошського обласного комітету партійно-державного контролю, заступник голови Ошського обласного комітету народного контролю. 1964 року закінчив Вищу партійну школу в Алма-Аті.
У 1966—1969 роках був завідувачем промислово-транспортного відділу Ошського обласного комітету КП Киргизії, заступником завідувача промислово-транспортного відділу ЦК Компартії Киргизії. У 1969—1971 роках — перший секретар Таш-Кумирського міського комітету КП Киргизії. У 1971—1972 роках — завідувач промислово-транспортного відділу ЦК Компартії Киргизії.
Від 1972 до 1974 року працював головою виконавчого комітету Фрунзенської міської ради народних депутатів. У 1974—1979 роках — секретар ЦК Компартії Киргизії. У 1979—1985 роках — перший секретар Іссик-Кульського обласного комітету КП Киргизії. 1985 року працював інспектором ЦК КПРС.
Від 2 листопада 1985 по 6 квітня 1991 року обіймав посаду першого секретаря ЦК Комуністичної партії Киргизії. Одночасно з 10 квітня по 10 грудня 1990 року — голова Верховної Ради Киргизької РСР.
Після відставки (від квітня до серпня 1991 року) був консультантом ідеологічного відділу ЦК КПРС. У 1992 році вийшов на пенсію.
Від 1993 до 1996 року очолював Державний технічний нагляд Киргизької Республіки.
Також Абсамат Масалієв був членом ЦК КПРС (1986—1991), депутатом Ради Національностей Верховної Ради СРСР 10-11 скликань (1979—1989), народним депутатом СРСР (1989—1991), членом Верховної Ради СРСР, депутатом Верховної ради Киргизької РСР п'яти скликань. Окрім того, після здобуття Киргизстаном незалежності обирався до лав Жогорку Кенеш. Він був головою Центрального виконавчого комітету Партії комуністів Киргизстану.

## Нагороди і звання
- Герой Киргизької Республіки (2005, посмертно)
- Орден «Манас» III ст. (Киргизстан)
- Орден Жовтневої Революції
- Два ордени Трудового Трудового Червоного Прапора
- Орден «Співдружність» (МПА СНД)
- Медалі